# Grundmann-aldehydesynthese
De Grundmann-aldehydesynthese is een organische reactie, waarbij een aldehyde wordt gevormd, uitgaande van een acylchloride:
In een eerste stap wordt het acylchloride in reactie gebracht met diazomethaan, waarbij het diazocarbonylverbinding ontstaat. Door reactie van dit intermediair met azijnzuur, gevolgd door een hydrogenering met waterstofgas en palladium op koolstof als katalysator, ontstaat een acetaat-ester. Daaropvolgende oxidatie met lood(IV)acetaat leidt tot vorming van het aldehyde.
Deze reactie wordt niet vaak meer gebruikt, omdat er snellere en betere methoden zijn, zoals de Rosenmund-reductie.